# 서울온수산업단지관리공단
서울온수산업단지관리공단(서울水宮産業團地管理公團)은 온수산업단지를 조성하여 기계공업의 합리적 운영체제 확립으로 기계공업의 육성발전에 기여하고 산업단지의 체계적, 효율적 관리를 실현함으로써 입주기업의 생산성을 제고하고 상호간의 친목과 산업발전에 이바지하기 위하여 설립된 사단법인이다. 온수산업단지는 서울특별시 구로구 온수동(10만7천12m2)과 경기도 부천시 역곡동(5만548m2) 일대에 조성된 총 15만7천560m2 규모의 민간산업단지다. 서울특별시 구로구 부일로 815번길 24 (온수동)에 있다.

## 설립 근거
- 산업집적활성화 및 공장설립에 관한 법률[5]

## 연혁
- 1968년 3월 12일 사단법인 영등포공업인협회 발족
- 1970년 4월 27일 영등포기계공업공단 조직
- 1970년 11월 25일 사단법인 영등포기계공업공단 인가(상공부 허가 제161호)
- 1973년 8월 3일 기계공업 및 비철금속적격단지 지정 (상공부 공고 제7511호)
- 1973년 8월 24일 일본국부산현기계공업센타와 자매결연
- 1974년 5월 9일 숭전대학교 산학협동 결연
- 1975년 12월 31일 공업단지 관리법에 의한 공업단지 지정 (법률 제2843호)
- 1977년 7월 7일 의료보험조합 설립 (보건사회부 제303호)
- 1978년 5월 31일 영등포기계공업단지관리공단 개편 (공업단지관리법 제정)
- 1998년 3월 26일 서울온수산업단지관리공단으로 명칭 변경 (공업배치 및 공장설립에 관한 법률 개정)
- 2008년 5월 29일 서울지역지구단위특별계획구역고시 (서울특별시청 고시 제2008-181호)
- 2008년 12월 18일 서울온수산업단지 지형도면고시 (서울특별시청 고시 제2008-459호)

## 조직

### 이사장
| - 총무부 | - 경리부 | - 개발부 |

## 같이 보기
| - 검단일반산업단지관리공단 - 인천기계산업단지관리공단 - 인천서부지방산업단지관리공단 - 인천지방산업단지관리공단 - 김포골드밸리산업단지관리공단 - 수원산업단지관리공단 - 성남산업단지관리공단 - 안성산업단지관리공단 - 평택산업단지관리공단 | - 오창과학산업단지관리공단 - 청주산업단지관리공단 - 충주산업단지관리공단 | - 대덕산업단지관리공단 | - 본촌산업단지관리공단 - 하남산업단지관리공단 | - 달성산업단지관리공단 - 대구제3산업단지관리공단 - 서대구산업단지관리공단 - 성서산업단지관리공단 - 왜관산업단지관리공단 - 경산산업단지관리공단 - 포항철강산업단지관리공단 | - 다산지방산업단지관리공단 - 칠서산업단지관리공단 | - 구로구상공회 |